# Wehl
Wehl est un village appartenant à la commune néerlandaise de Doetinchem, dans la province de Gueldre. Le 1er janvier 2006, le village comptait 6 807 habitants.
Jusqu'au 1er janvier 2005, Wehl était une commune indépendante. À cette date, la commune a été rattachée à la commune de Doetinchem.

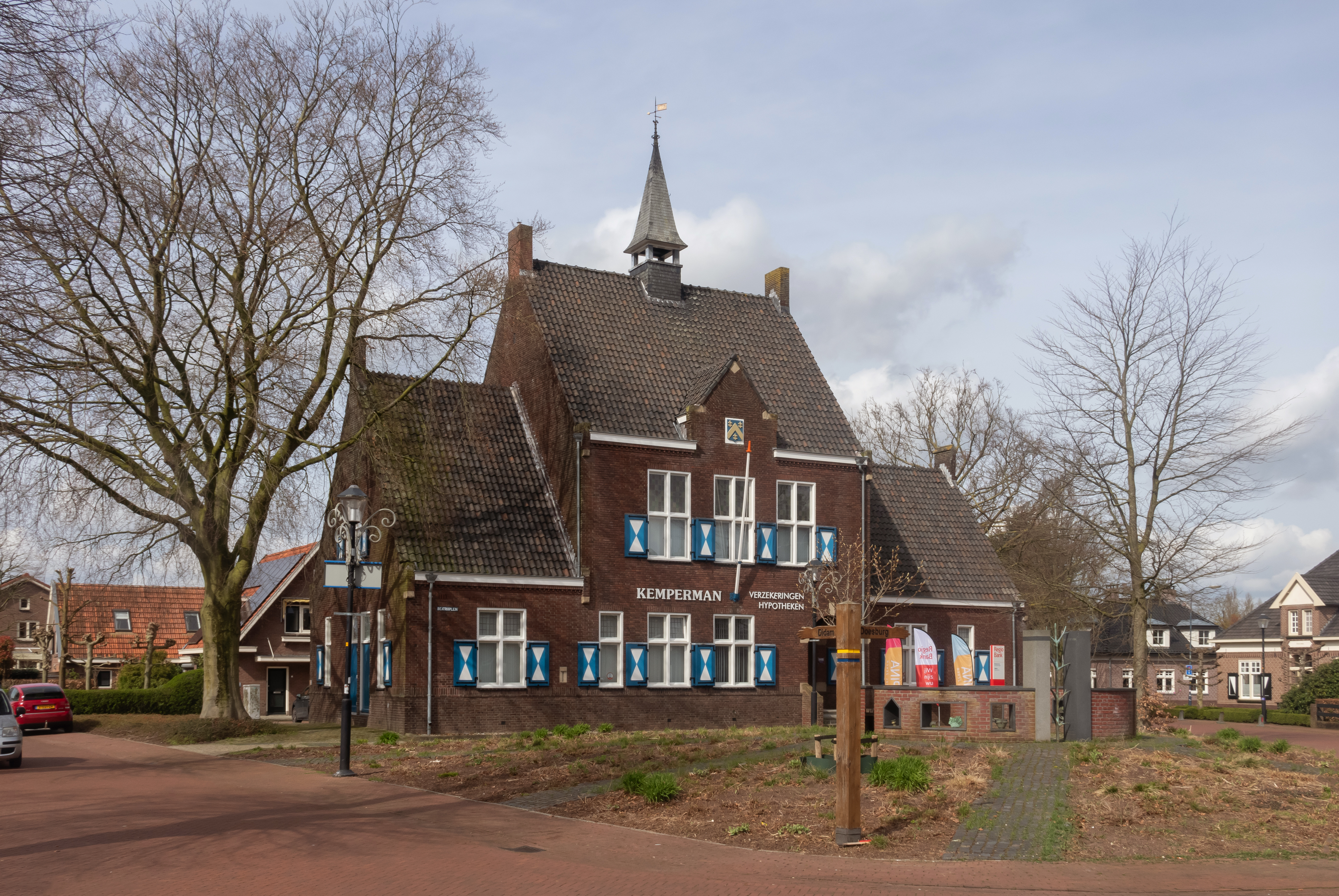
Wehl, l'ancienne mairie

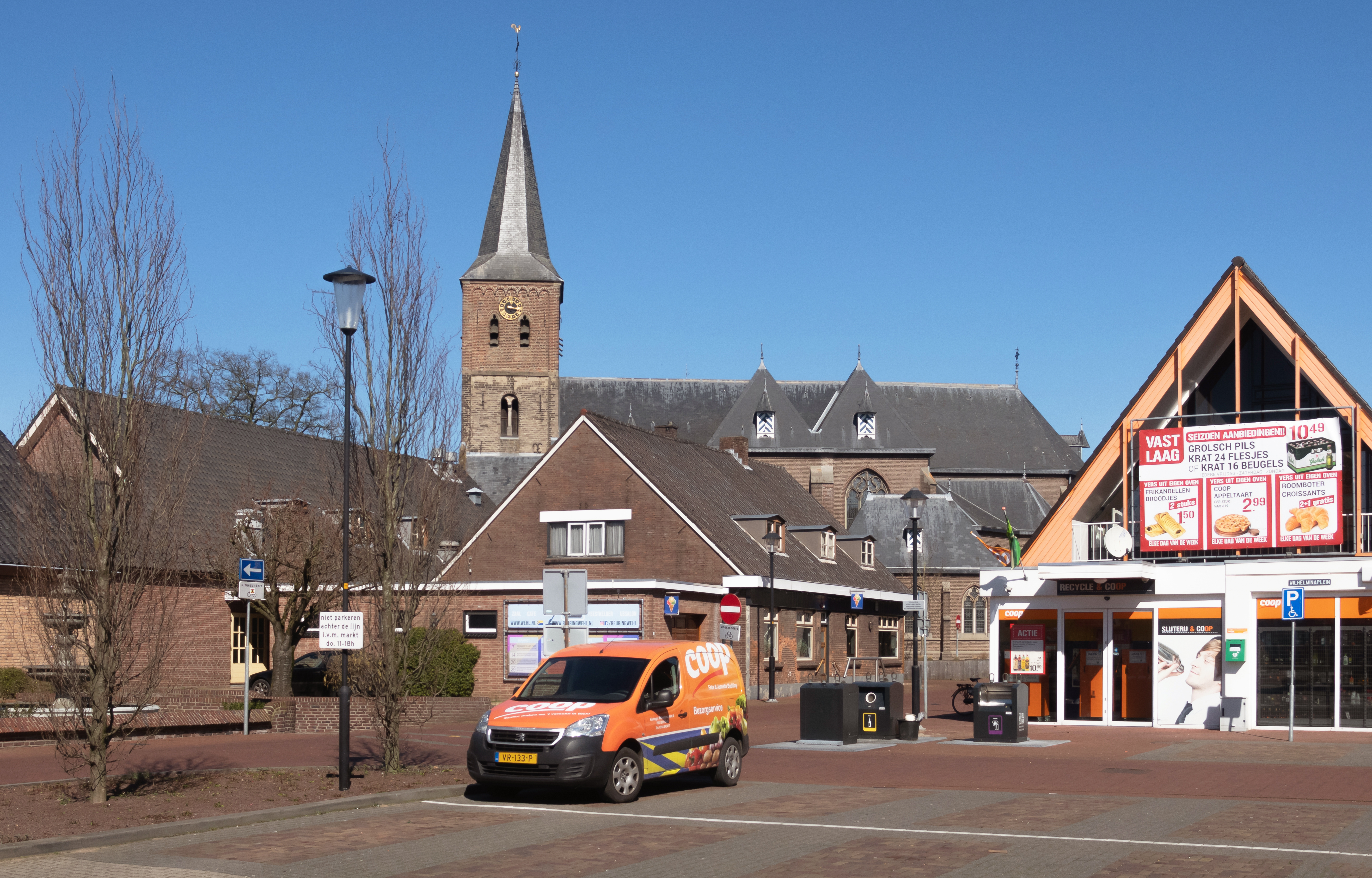
Wehl, la tour de l'église depuis la Wilhelminaplein